# Corydalis bracteata
Corydalis bracteata là một loài thực vật có hoa trong họ Anh túc. Loài này được (Steph. ex Willd.) Pers. mô tả khoa học đầu tiên năm 1806.

## Hình ảnh

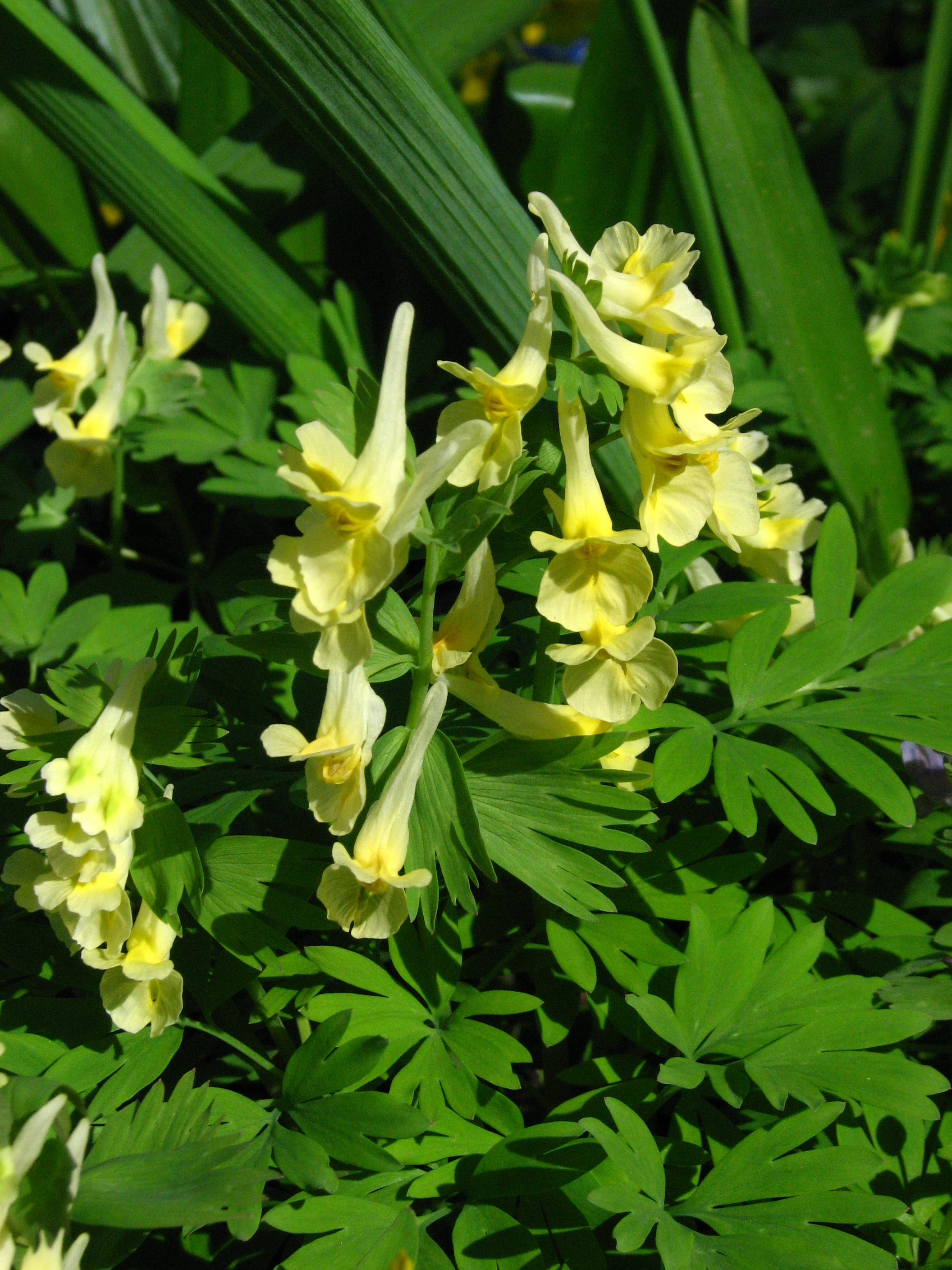